# Rio Trio
Rio Trio (isländisch: Ríó Tríó) ist eine isländische Band bestehend aus drei Mitgliedern. Da sie ausschließlich traditionelle isländische Musik inklusive Gesang spielt, wird sie dem Genre Weltmusik zugeordnet. Das zur Begleitung ihrer Lieder wichtigste Instrument ist die Gitarre.

## Diskografie
- 1970: Sittlítið Af Hvuru, Parlophone
- 1971: Við, Gunni Og Jónas, Parlophone
- 1972: Eitt Og Annað Smávegis, Parlophone
- 1973: Lokatónleikar, Parlophone
- 1973: Allt Í Gamni, Parlophone
- 1973: Bommfaderí, Parlophone
- 1976: Verst Af Öllu, Parlophone
- 1977: Ríó - Fólk, Fálkinn
- 1985: Lengi Getur Vont Versnað, STEF
- 1987: Á Þjóðlegum Nótum / Folksongs, Steinar
- 1988: Best of öllu, Taktur
- 1991: Landið Fýkur Burt, Landgræðslan
- 2002: Það skánar varla úr þessu, Íslenskir tónar[1]